# Realismo tecnológico
El realismo tecnológico es un intento por expandir el término medio entre el utopismo tecnológico y el neoludismo tras la evaluación de las repercusiones sociales y políticas de las tecnologías, para que todas las personas tengan más control sobre la forma de sus futuros. El enfoque tecnorrealista involucra un examen crítico continuo de la maneras en que las tecnologías pueden ayudar o entorpecer a la gente en la lucha por mejorar la calidad de sus vidas, sus comunidades y sus estructuras económicas, sociales y políticas.
Aunque el realismo tecnológico empezó con un enfoque en los preocupaciones estadounidenses sobre la informática, ha evolucionado en un movimiento intelectual internacional con una variedad de intereses, incluyendo la biotecnología y la nanotecnología.

## Ética
| - Bioética - Infoética - Neuroética | - Nanoética - Roboética - Tecnoética |